# 费兰地区讷维尔
费兰地区讷维尔（法語：Neuville-en-Ferrain，法語發音：[nøvil ɑ̃ fɛʁɛ̃]），或纯音译作讷维尔昂费兰，是法国上法蘭西大區北部省的一个市镇，属于里尔区和里尔欧洲都会区。

## 地理
费兰地区讷维尔（50°44'48"N, 3°9'29"E）面积6.18 平方千米，位于法国上法蘭西大區北部省，该省份为法国最北部的省份及最长的省份，西北濒北海，西接加来海峡省，南至埃纳省和索姆省，东与比利时接壤。
与费兰地区讷维尔接壤的市镇（或旧市镇、城区）包括：阿吕安、圖爾寬、龙克、穆斯克龍。
费兰地区讷维尔的时区为UTC+01:00、UTC+02:00（夏令时）。

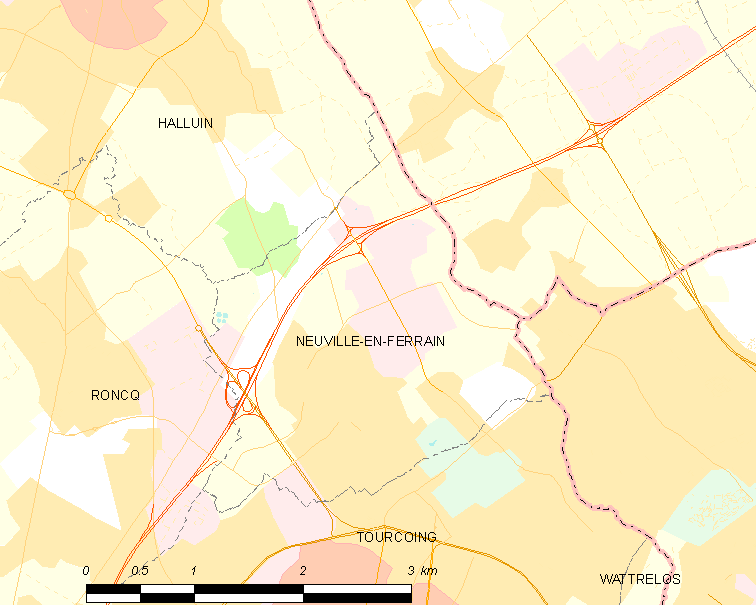
费兰地区讷维尔的OSM定位图

## 行政
费兰地区讷维尔的邮政编码为59960，INSEE市镇编码为59426。

## 政治
费兰地区讷维尔所属的省级选区为图尔宽第一县。

## 人口

1962-2008年间费兰地区讷维尔人口变化图示

费兰地区讷维尔于2022年1月1日时的人口数量为10125人。